# 拉尼永区
拉尼永区（法語：arrondissement de Lannion）是法国布列塔尼大區阿摩尔滨海省所辖的一个区。总面积904.4平方公里，总人口99607，人口密度110人/平方公里（2017年）。主要城镇为拉尼永。

## 辖区
拉尼永区辖有57个市镇。